# 恩里克·马丁内斯

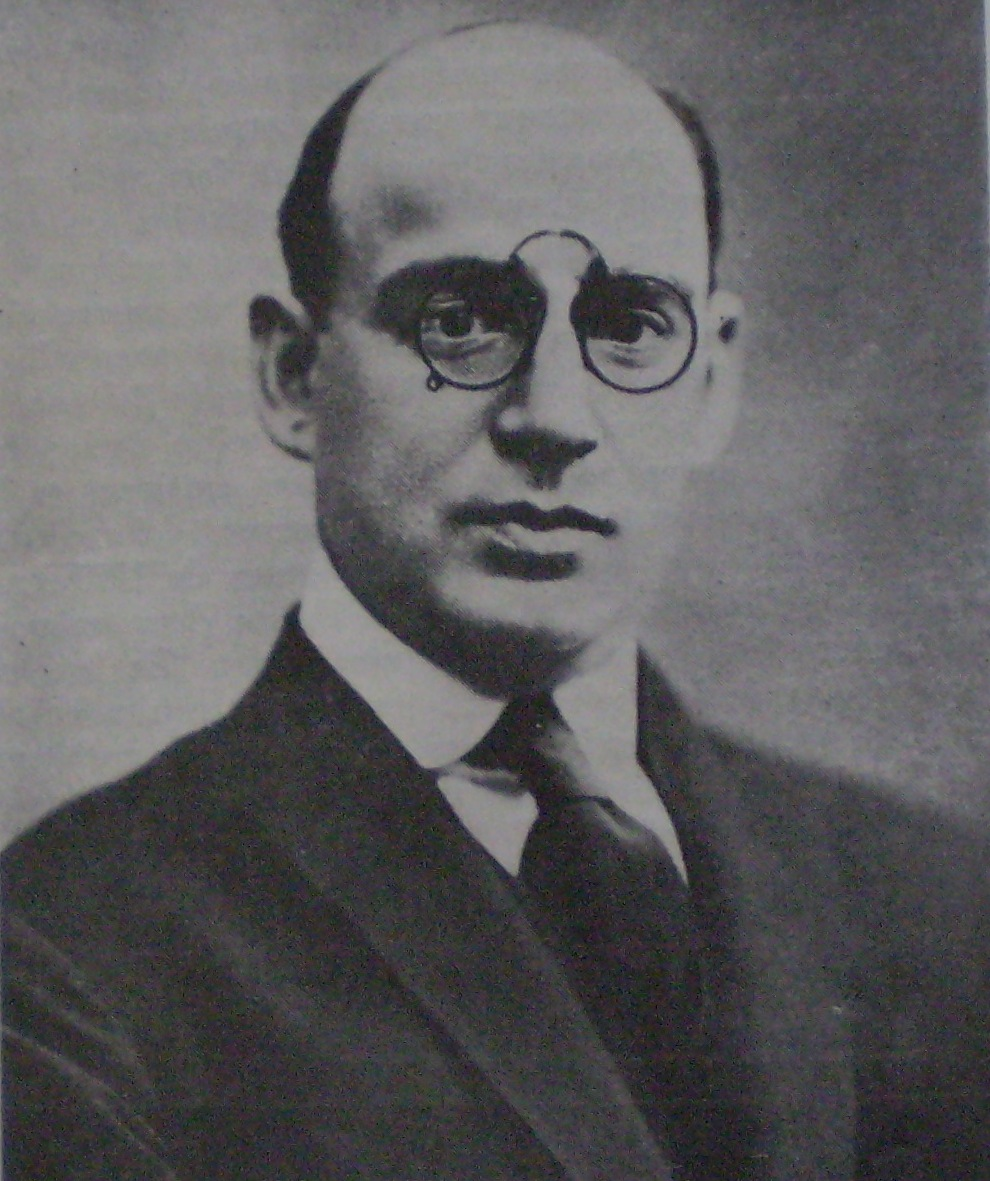
时任阿根廷副总统的恩里克·马丁内斯

恩里克·马丁内斯（西班牙語：Enrique Martínez，1887年7月25日—1938年2月20日），是阿根廷律师、激进公民联盟政治家，他曾于1928年短暂担任科尔多瓦省省长。马丁内斯在第二届伊波利托·伊里戈延政府出任副总统，后在1930年阿根廷政变中被罢免。